# Scultura rinascimentale bresciana

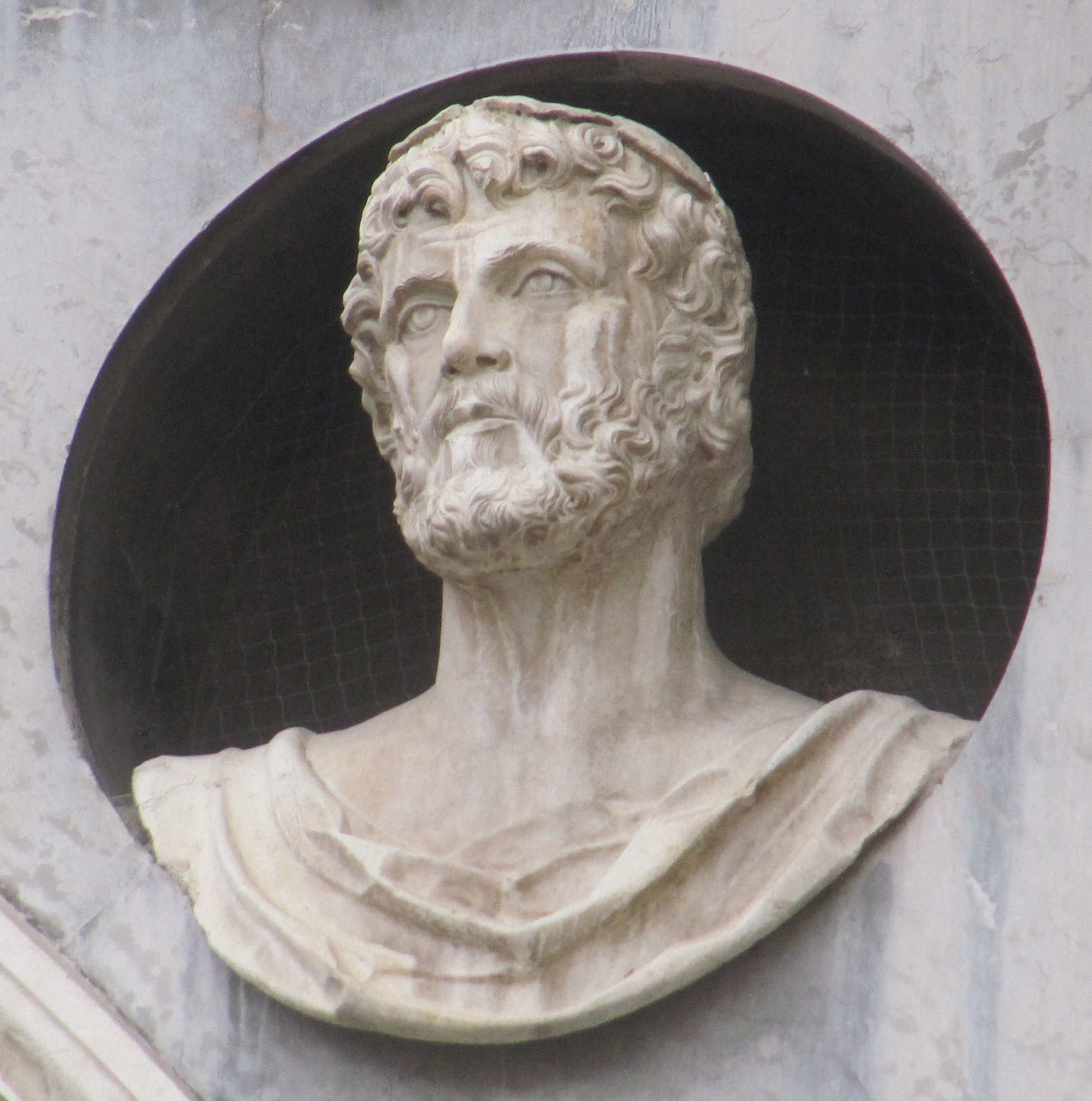
Gasparo Cairano, busto di Cesare, 1498 circa.

La scultura rinascimentale bresciana è stata una importante declinazione della scultura rinascimentale sviluppata a Brescia a partire dagli anni 1460 circa nell'ambito della cultura veneta, con apice tra la fine del secolo e l'inizio del successivo. In questo periodo, una serie di cantieri pubblici e privati furono in grado di produrre opere assolutamente originali, spaziando dalla raffinata e sperimentale matrice scultorea della chiesa di Santa Maria dei Miracoli al regolare classicismo del palazzo della Loggia.
Protagonista di questa fortunata quanto breve parabola, stroncata nel 1512 con l'invasione dei francesi e il successivo sacco di Brescia, fu Gasparo Cairano, riconosciuto autore di opere di altissimo livello artistico quali l'arca di sant'Apollonio, l'Adorazione Caprioli, il mausoleo Martinengo e, in primo luogo, il ciclo dei Cesari per i prospetti del palazzo della Loggia, elogiato a stampa già nel 1504 dal De sculptura di Pomponio Gaurico. Contemporanei al Cairano furono altri autori più o meno bresciani, spesso presenti a Brescia solo per brevi capitoli della loro carriera, quali il Tamagnino e la bottega dei Sanmicheli, assieme ad altri artisti minori collocabili nella cerchia del maestro, per esempio Antonio Mangiacavalli e Ambrogio Mazzola, mentre resta ancora oggi in gran parte anonima la galassia di scultori di impronta veneta attiva in città durante l'intera seconda metà del XV secolo.

## Arte di transizione nella Brescia del XV secolo

Il portale della basilica di Santa Maria delle Grazie a Brescia.

Gli scarsi documenti pervenuti, così come le poche testimonianze sopravvissute, non consentono di ricostruire in modo adeguato il quadro dell'arte scultorea a Brescia nei decenni precedenti all'apertura del cantiere di Santa Maria dei Miracoli. Tuttavia, appare chiara l'assenza di un significativo scenario di maestranze locali in grado di produrre opere in marmo di una certa qualità, benché nell'ambito della lavorazione della terracotta, in quegli anni, fiorisse a Brescia e dintorni la scuola del Maestro degli angeli cantori, autore di opere di notevole qualità. Dopo il quasi nulla di fatto, dal punto di vista documentario, degli anni '50 e '60 del XV secolo, si incontrano sporadiche opere nelle quali si assiste al progressivo aggiornamento ai tratti decorativi e antiquari mutuati dalla Cappella Colleoni, quali l'altare della cappella Averoldi nella chiesa di Santa Maria del Carmine e il portale della stessa chiesa, il portale della basilica di Santa Maria delle Grazie e il portale della chiesa del Santissimo Corpo di Cristo.
Agli anni '70 appartiene una categoria di opere concepite in modo austero e irrigidito, alla ricerca, in questo senso, di un'espressione più monumentale del modellato, per esempio la lunetta figurata del già citato portale di Santa Maria delle Grazie, il trittico di sant'Onorio e l'arca di san Paterio, entrambi nel museo di Santa Giulia. Da questo tipo di rappresentazione si distaccano nettamente le prime due opere considerate davvero innovative per il panorama artistico scultoreo dell'epoca, ossia la lastra sepolcrale di Bartolomeo Lamberti al Santa Giulia e il monumento funebre di Domenico de Dominici in Duomo vecchio. Questi due manufatti sembrano avere poco a che fare con l'espressione dell'arte locale del periodo e sono pertanto addebitabili a maestranze esterne, provenienti dall'entroterra veneto, oppure a maestranze bresciane ma già attive in centri quali Verona o Vicenza. Trova quindi ulteriore conferma il già documentato, costante spostamento di numerosi artisti lombardi nell'area padana e anche oltre.
In questo contesto si inserisce anche la figura di Filippo Grassi, milanese di origine e alle dipendenze del comune di Brescia dal 1481 come lapicida mentre, dal 1495-1496, anche come architetto e ingegnere capo del cantiere della Loggia. È interessante notare come il Grassi, pur alla luce del suo curriculum, non sia mai documentato su opere a carattere figurativo o decorativo, né al santuario dei Miracoli, né alla Loggia: ciò appare come un indizio dell'orientamento che, progressivamente, stava assumendo la committenza pubblica sui livelli di cultura artistica delle maestranze attive nei propri cantieri, livelli che evidentemente il Grassi non sapeva offrire e che la municipalità stava cercando altrove. Queste doti saranno infine trovate in Gasparo Cairano e nella sua capacità di interpretare nella pietra i vanti rinascimentali delle alte cariche, pubbliche e private, della Brescia nell'esplosione rinascimentale, attitudine ben presto preferita al raffinato ed elegante sperimentalismo dei Sanmicheli.

## La bottega bresciana dei Sanmicheli

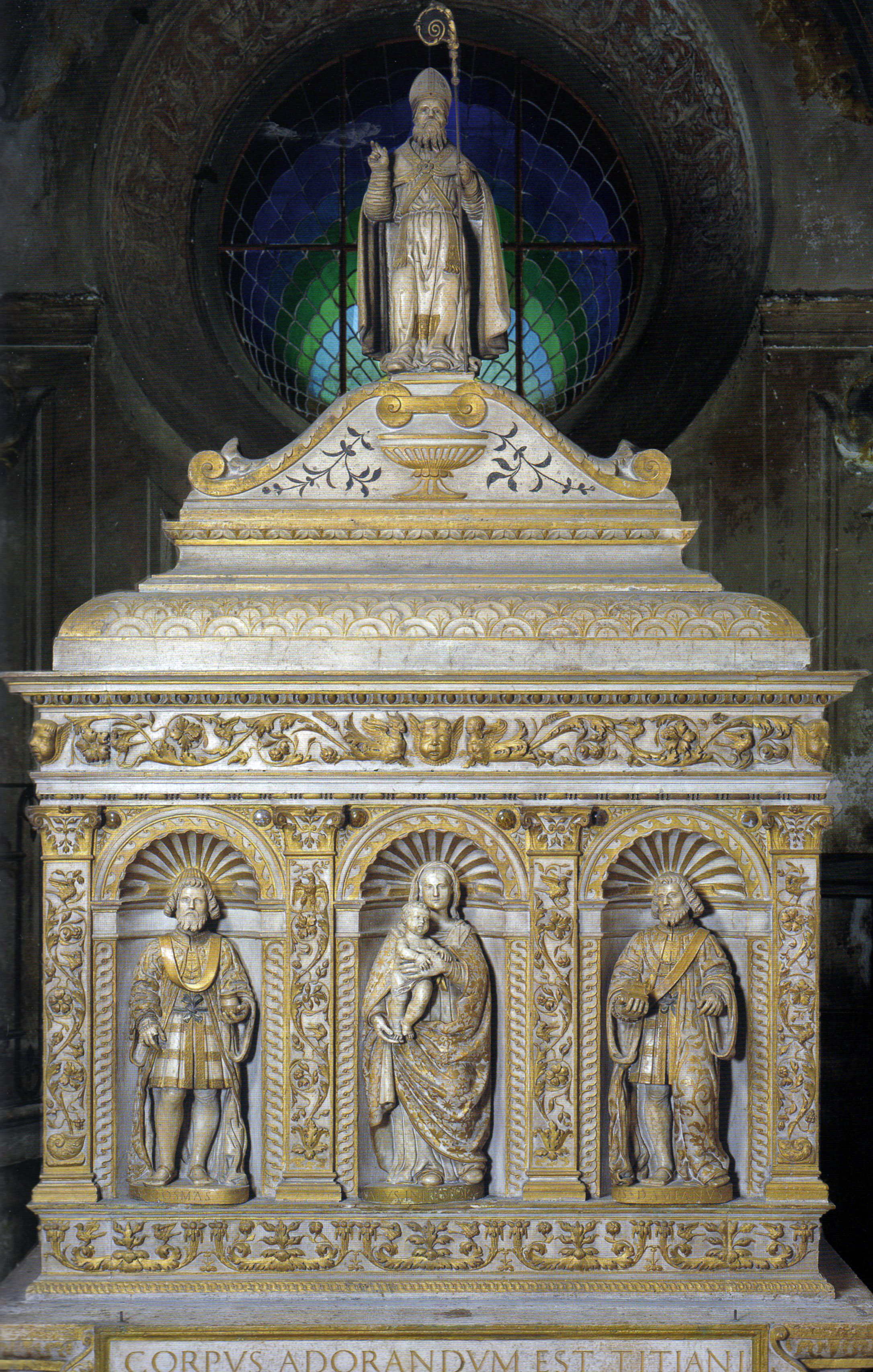
Bottega dei Sanmicheli, arca di san Tiziano.

Le prime informazioni documentarie sull'impresa dei fratelli Bartolomeo e Giovanni Sanmicheli, originari di Porlezza sul lago di Como, risalgono ai primi anni '80 del XV secolo a Verona ed entro la fine del secolo sono documentate alcune importanti commissioni ottenute in varie città del nord Italia. L'impresa dei due scultori approda probabilmente anche a Brescia, dato che Bartolomeo risulta qui residente almeno dal 1501 al 1503 e una presenza così prolungata è giustificabile solo ammettendo l'esistenza di una significativa attività locale. Vi è comunque motivo di credere che il capitolo dei Sanmicheli a Brescia debba avere radici ben più profonde del biennio documentato, a partire dallo "Jacobo" o "Iacomo" quasi sempre qualificato "intayador" e sempre al primo posto nelle polizze di pagamento del 1493 per i lavori di scultura al cantiere di Santa Maria dei Miracoli, la cui bottega di famiglia ne sarebbe pertanto la principale artefice, seguito da schiere di "tayapreda", e ancora allo "Jacobus da Verona" che il 19 dicembre 1495 iniziava a lavorare il primo dei quattro capitelli giganti in facciata al palazzo della Loggia.
Questo personaggio potrebbe essere identificato in Jacopo Sanmicheli, così come l'identità di Matteo Sanmicheli potrebbe celarsi dietro il "Matteo da Proleza" registrato nel 1493 tra i "tayapreda" del santuario dei Miracoli. La carriera bresciana dei Sanmicheli prosegue dunque nel secondo, grande cantiere della Brescia rinascimentale, quello della Loggia, dove però il gusto locale, inizialmente focalizzato sull'ornato e sulla finissima decorazione di superficie, migra verso orizzonti di potenza e classicità strutturale, più pesata e forse meno leziosa, di fatto estranea alla specializzazione di famiglia.

## L'ascesa di Gasparo Cairano
L'esordio a Brescia di Gasparo Cairano è l'opera per il quale viene pagato il 24 dicembre 1489: il ciclo delle dodici statue di Apostoli per la prima cupola della chiesa di Santa Maria dei Miracoli a Brescia, eseguite approssimativamente nello stesso periodo in cui il Tamagnino eseguiva i suoi dodici Angeli di contrappunto, da disporsi nel registro inferiore. La completa autografia del Cairano si può comunque limitare a non più di due o tre esemplari, benché in generale si riconducano allo stile espressionistico, molto fortunato all'epoca, introdotto da Antonio Mantegazza. In generale, tutta la produzione lapidea del cantiere di Santa Maria dei Miracoli eseguita nel decennio successivo al ciclo degli Apostoli, limitatamente a quanto presente all'interno dell'edificio, è riconducibile al Cairano e ai suoi collaboratori. Non è da escludere che quest'opera propedeutica portasse in seno proprio il diritto a proseguire i lavori, in un vero e proprio confronto disputato tra Cairano e il Tamagnino.
Appena conquistata la prosecuzione dei lavori all'interno del santuario dei Miracoli, l'arte e la carriera del Cairano cominciavano una rapida ascesa: già il 16 novembre 1491 gli vengono pagate le due chiavi di volta per il nuovo presbiterio del Duomo vecchio, in via di costruzione sotto il progetto di Bernardino da Martinengo e sole sculture figurate presenti nella nuova costruzione. Due anni dopo, nel 1493, il Cairano avviava il proprio impegno nel cantiere della Loggia.
Proprio con la Loggia irrompe sulla scena artistica bresciana l'ormai formato Gasparo Cairano, la cui potenza dei Cesari sancisce l'avvio al declino della sperimentazione sanmicheliana al santuario dei Miracoli che aveva efficacemente cavalcato il gusto locale dell'ornato rinascimentale, nel quale però municipalità e nobiltà non si rispecchiavano più. Probabilmente negli ultimi anni del secolo i Sanmicheli intervengono nella decorazione lapidea della cappella Caprioli nella chiesa di San Giorgio, la stessa per la quale il Cairano, quasi contemporaneamente, predispone la sua Adorazione, tra i suoi capolavori, manifestando per la prima volta al di fuori della Loggia un affiancamento tra le due botteghe, ma non è noto di quale entità.

## La scultura bresciana dopo il cantiere della Loggia

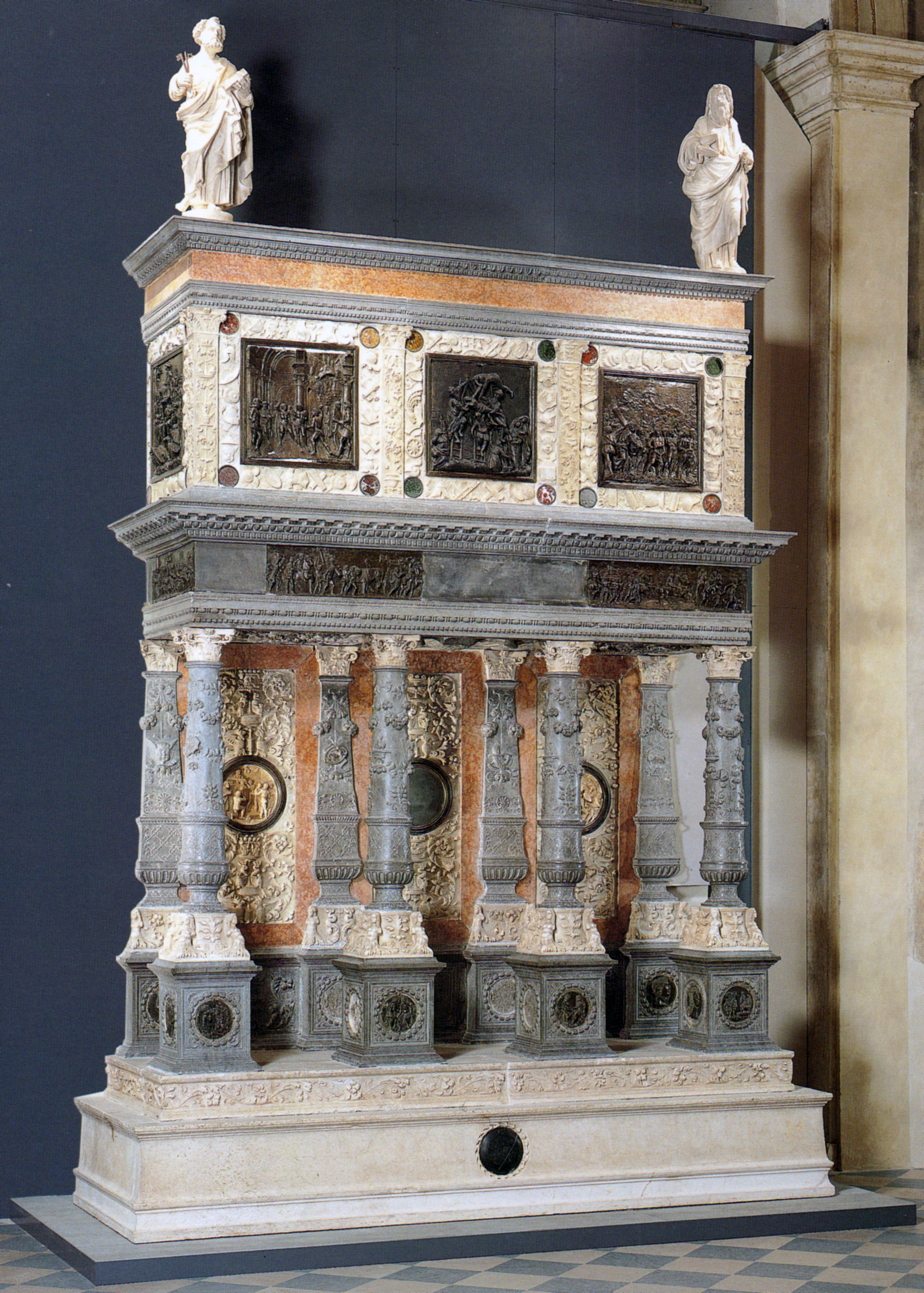
Il Mausoleo Martinengo.

Bartolomeo Sanmicheli, all'inizio del nuovo secolo, tenta probabilmente di tornare in auge nel panorama artistico locale con l'arca di san Tiziano del 1505, caratterizzata da una forte connotazione decorativa, e ambisce forse alla commissione dell'arca di sant'Apollonio, che già aleggiava dal 1503 a partire dal ritrovamento delle reliquie del santo vescovo. Datata al 1503 è anche la commissione a Bernardino delle Croci del più importante monumento funerario della Brescia del tempo e tra i maggiori capolavori della scultura rinascimentale locale: il mausoleo Martinengo, la cui travagliata esecuzione si protrae per circa un quindicennio. Può essere congetturato un iniziale coinvolgimento dei Sanmicheli nella fase iniziale della commissione, soprattutto sulla base del prevalente carattere decorativo del monumento, estraneo ai modelli decisamente più rigorosi e classicisti del Cairano. Il protagonista dovette comunque avere un ruolo nell'esecuzione dell'importante manufatto, dato che le due statue in sommità, raffiguranti San Pietro e San Paolo, sono indubbiamente da ricondurre alla sua mano e sono e derivate dagli stessi santi presenti nel portale del duomo di Salò, mentre la maggior parte dei fregi e delle elaborate specchiature si rifanno a esempi riscontrabili sui fronti della Loggia e nel portale dell'edificio dello scalone, eseguito nel 1508. D'altronde, la bottega del Cairano era l'unica rimasta in città, dopo la dispersione dei Sanmicheli già nel primo decennio del secolo, in grado di operare con successo su un complesso di questo tipo, di elevato pregio sia tecnico, sia culturale.
Ancora attorno al 1505 viene avviata la ricostruzione della chiesa di San Pietro in Oliveto, probabilmente conquistata dai Sanmicheli ma con lo scalpello di Gasparo Cairano nei tondi con gli Apostoli: notare che questi rilievi sono le sole opere figurate del cantiere oltre ai fini intagli su lesene e cornici delle cappelle, prodotto di una specializzazione sanmicheliana ormai tarda e non più rispondente ai gusti dell'epoca, mutati all'indomani del candore classicista sperimentato con la Loggia. La risposta ultima di Gasparo non tarda ad arrivare nell'arca di sant'Apollonio del 1508, dove viene sancita una volta per tutte la sua decisa superiorità artistica, certo favorita da una ormai decisa preferenza da parte della committenza bresciana.
Proprio attorno a questi anni, e forse proprio a causa della presentazione sulla scena bresciana di questo grande, definitivo lavoro del Cairano, i Sanmicheli abbandonano Brescia, dove non vi faranno più ritorno, diretti a Casale Monferrato, dove Bartolomeo muore due anni dopo. Matteo, partito a fianco del padre, prosegue e termina la sua carriera nel Piemonte, nella zona torinese, lasciando qui molte delle sue opere meglio note.

## Il sacco di Brescia e la conclusione della parabola artistica
Alla fine del primo decennio del secolo, il clima politico europeo si sta ormai surriscaldando: i fatti della guerra della Lega di Cambrai sono alle porte e le prime incursioni francesi a Brescia sono sintomo di un percorso ormai al tramonto. Entro pochi anni si verifica il terribile sacco di Brescia del 1512 ad opera dei francesi guidati da Gaston de Foix-Nemours che, oltre a gettare in rovina la città, dissolve il mito della Brixia magnipotens, mettendo fine a una vivace stagione di imprese e ai sogni umanistici, fenomeno che interesserà anche il resto della penisola nei decenni successivi.
I grandi cantieri rinascimentali cittadini si interrompono, compreso quello del Palazzo della Loggia, il quale ha ancora alla base dei ponteggi molti rilievi del Cairano già predisposti al montaggio sui fronti del secondo livello, tra cui i due Trofei angolari, e che lì rimarranno per un cinquantennio, in attesa della ripresa dei lavori sotto la direzione di Ludovico Beretta. Le priorità cittadine mutano radicalmente, dai fasti artistici e culturali al recupero delle basilari funzioni vitali.
Gasparo Cairano risente senz'altro di questo periodo di improvviso e profondo decadimento, se non altro per la forte contrazione delle commesse. Lasciatosi alle spalle un decennio di intensa attività, con addirittura una convulsa sovrapposizione di impegni, entra in una fase della sua carriera artistica decisamente oscura dal punto di vista documentario e delle opere realizzate: l'ultimo documento che lo segnala è il contratto per il portale del duomo di Chiari del 1513, mentre il documento successivo, del 1517, lo dice già morto.